# David Sánchez Muñoz
David Sánchez (Zamora, 20 de abril de 1978) es un exjugador profesional de tenis español. Llegó a estar en el top 50 de la ATP.

## Títulos (2; 2+0)

### Individuales (2)
| Leyenda                |
| Grand Slam (0)         |
| Tennis Masters Cup (0) |
| ATP Masters Series (0) |
| ATP Tour (2)           |

| N.º | Fecha                   | Torneo       | Superficie    | Oponente en la final | Resultado   |
| --- | ----------------------- | ------------ | ------------- | -------------------- | ----------- |
| 1.  | 10 de febrero de 2003   | Viña del Mar | Tierra batida | Marcelo Ríos         | 1-6 6-3 6-3 |
| 2.  | 8 de septiembre de 2003 | Bucarest     | Tierra batida | Nicolás Massú        | 6-2 6-2     |

### Clasificación en torneos del Grand Slam
| Torneo               | 2005 | 2004 | 2003 | 2002 | 2001 | 2000 | Acumulado |
| -------------------- | ---- | ---- | ---- | ---- | ---- | ---- | --------- |
| Abierto de Australia | 1r   | 2r   | 2r   | 1r   | 1r   | -    | 0         |
| Roland Garros        | 3r   | 1r   | 1r   | 2r   | 3r   | -    | 0         |
| Wimbledon            | -    | 1r   | 1r   | 1r   | 1r   | -    | 0         |
| US Open              | -    | 2r   | 1r   | 1r   | 1r   | 1r   | 0         |
| Tennis Masters Cup   | -    | -    | -    | -    | -    | -    | 0         |